# Wayne Odesnik
Wayne Odesnik (Johannesburg, 21 de Novembro de 1985) é um tenista profissional nascido na África do Sul, mas que representa os Estados Unidos da América, seu melhor ranking foi 77° da ATP.
Encerrou o ano de 2011 como o número 129 do mundo.